# Río Sumpul
Río Sumpul är ett vattendrag i Honduras, på gränsen till El Salvador. Det ligger i den västra delen av landet, 170 km väster om huvudstaden Tegucigalpa.